# Koncepcje rozbudowy metra w Warszawie
Koncepcje budowy i rozbudowy metra w Warszawie – plany rozbudowy sieci metra w Warszawie pojawiające się na przestrzeni lat, przedstawiane przez kandydatów na prezydenta miasta stołecznego Warszawy oraz postulaty radnych dzielnicowych.

## XX wiek

### Lata 20. i 30.

Schemat sieci metra według projektu z lat 30

22 września 1925 r. władze Warszawy podjęły uchwałę o opracowaniu projektu kolei podziemnej – „Metropolitanu”. Według założeń planowano wybudować dwie krzyżujące się linie, jednej z północy na południe (od Muranowa do pl. Unii Lubelskiej), drugiej ze wschodu na zachód (łącząc Wolę z Pragą przez Wisłę).
7 marca 1927 r. Komisja do Budowy Kolei Podziemnej, działająca przy Zarządzie Miejskim, zatwierdziła powyższy szkicowy plan budowy. W 1927 r. rozpoczęto pierwsze badania geologiczne wzdłuż wyznaczonych tras. W 1929 roku powołano Referat Kolei Podziemnej przy Biurze Budowy Dyrekcji Tramwajów Miejskich, odpowiedzialny za budowę metra. W 1930 roku Ministerstwo Komunikacji zatwierdziło projekt połączenia Dworca Głównego (zniszczonego następnie podczas II wojny światowej) z Metropolitanem i zaprojektowano przejście metra pod budowanym tunelem średnicowym PKP. Prace te nadzorował inż. Józef Lenartowicz.
Wielki kryzys lat 30. zatrzymał wszelkie prace, zlikwidowano referat zajmujący się metrem.
14 listopada 1938 r. Stefan Starzyński powołał Biuro Studiów Kolei Podziemnej, którego szefem był Jan Kubalski. Biuro zaktualizowało plany. Wydłużono plany linii północ-południe (z pl. Wilsona do pl. Unii Lubelskiej) o długości 7,5 km. Metro miało biec pod ulicą Puławską, pl. Zbawiciela, Dworcem Głównym, pl. Napoleona (obecnie Powstańców Warszawy), pl. Piłsudskiego, pl. Teatralnym, pl. Krasińskich, pl. Muranowskim do pl. Wilsona. Trasa wschód-zachód ciągnęła się od ul. Wolskiej do Dworca Warszawa Wschodnia, przechodząc nad Wisłą, miała mieć 6,3 km.
Nowa sieć metra miała być realizowana etapami przez 35 lat, zakładała powstanie w sumie 7 linii metra, o długości 46 km. Prace przygotowawcze zaczęły się w 1938 r. W 1939 r. prace były na tyle zaawansowane, że początek budowy metra mógłby nastąpić w połowie lat 40, ale te plany przerwał wybuch II wojny światowej. W trakcie wojny i powstania warszawskiego zaginęło wiele planów i materiałów.
Do idei rozbudowania komunikacji kolejowej w Warszawie powrócono zaraz po wojnie w 1945 r. Odstąpiono od budowy metra głównie pod ziemią. Zniszczenia Warszawy były tak wielkie, że nowe trasy można było poprowadzić na powierzchni ziemi, co byłoby znacznie tańsze od drążenia tuneli. 11 lutego 1948 r. powstało Biuro Projektów Szybkiej Kolei Miejskiej, na czele z Mieczysławem Krajewskim. Powstał pierwszy projekt SKM, łączącej peryferyjne wówczas dzielnice miasta Młociny i Służew przez Śródmieście oraz Wolę z Gocławiem i Wawrem. Łączna długość tras miała mieć 64 km długości, w tym 26 km w płytkim tunelu.

### Lata 50.

Prosty schemat linii metra w 1953 r.

Włodzimierz T. Kowalski w książce Walka dyplomatyczna o miejsce Polski w Europie: (1939–1945) opisuje kulisy decyzji o wyborze „daru ZSRR dla narodu polskiego”. Stalin miał zaproponować Bierutowi do wyboru: budowę metra w Warszawie, budowę osiedla mieszkaniowego albo Pałacu Kultury i Nauki. Odpowiedź miała być następująca: metro niepotrzebne, a osiedle możemy wybudować sami i tak z wyboru Bolesława Bieruta, na początku lat 50. został wybudowany Pałac Kultury.
14 grudnia 1950 r. rząd podjął uchwałę o budowie metra głębokiego w Warszawie. Metro głębokie miało być wybudowane 20-50 metrów pod ziemią i być połączone z linią kolejową. Powstało Przedsiębiorstwo „Metroprojekt”, opracowujące aktualne potrzeby komunikacyjne miasta, oraz powstał Zarząd Budowy Metra.
Planowano, że do końca 1965 r. zbudowane zostaną 3 linie: Młociny-Służewiec, Żerań-Dw.Wileński i na zachód przez Wisłę do pl. Narutowicza oraz krótka linia pl. Trzech Krzyży – Wola. Łączna długość miała wynosić 36 km. Początkowo planowano zbudować do 1956 r. 11 km tuneli oraz 10 stacji, a metro miało przewozić pół miliona osób dziennie. Przy stacji obok ul. Próżnej miało się znajdować odgałęzienie prowadzące na drugą stronę rzeki. Odcinek metra przypominał kształtem literę „Y”.
Ze względów polityczno-militarnych prace zaczęto po praskiej stronie Wisły. Tunel miał przechodzić głęboko pod rzeką i być dostosowany do ewentualnego ruchu ciężkich wagonów kolejowych po torach metra. Metro głębokie miało też pełnić rolę schronu, podobnie jak metro londyńskie czy metro moskiewskie podczas II wojny światowej.
Budowę rozpoczęto w 1951 r., ale ze względu na utrudnienia geologiczne (m.in. kurzawkę) i rosnące koszty w 1953 r. ograniczono budowę do odcinka doświadczalnego. Dla potrzeb budowy zbudowano biurowiec na rogu ul. Marszałkowskiej i Wilczej, trzy bazy materiałowo-sprzętowe oraz hotele dla załóg. Wybudowano 17 szybów, z których drążono podszybia, budowano podziemne chodniki i komory. Szyby nie były bezpośrednio położone na planowanej trasie metra. Na terenie Targówka Przemysłowego planowano zlokalizować elektrowozownię (zajezdnię) dla składów metra. 1 listopada 1953 r. Rada Ministrów podjęła uchwałę o przerwaniu robót.
W latach 1954–1957 prace prowadzono tylko na Targówku. W okolicach ulic Radzymińskiej, Szwedzkiej i Naczelnikowskiej wybudowano komorę rozjazdową (kubatura ok. 7000 m³) oraz tunel szlakowy o średnicy 6 m i długości 1270 m. W tym miejscu zaprojektowano stację techniczno-postojową metra. Na terenie należącym później do Centralnych Piwnic Win Importowanych przy ul. Mieszka I, tunel metra wychodzi na powierzchnię. Po definitywnym zamknięciu robót w 1957 r. część tunelu przeznaczono na leżakownię win importowanych, a resztę podziemnych obiektów zabezpieczono i zalano wodą gruntową. Główny Urząd Kontroli Prasy, Publikacji i Widowisk wstrzymał jakiekolwiek publikacje o metrze i nałożył zapis cenzuralny. Obecnie tereny metra głębokiego – szyb oraz tunel znajdują się pod Centrum Handlowym „Wileńska”. W sumie wybudowano szyby o kubaturze 32 000 m³, komory o kubaturze 11 000 m³ i tunele o kubaturze 8 900 m³.

### Lata 70.

Planowany schemat linii warszawskiego metra we wczesnych latach 80.

W latach 70. powrócono do przedwojennej idei budowy metra płytkiego. W 1974 r. powstała Dyrekcja Budowy Metra, na jej czele stał Tadeusz Kulikowski. Wtedy zdecydowano, aby metro poprowadzić z Kabat do Młocin, powstały też wstępne projekty. W 1975 r. przedsiębiorstwo „Metroprojekt” opracowało założenia techniczno-ekonomiczne pierwszej linii metra. Architekci i plastycy opracowali ogólną architekturę stacji oraz kolorystykę.

## XXI wiek

### Obietnice Gronkiewicz-Waltz
W 2006 roku sztab kandydatki na prezydenta Warszawy, Hanny Gronkiewicz-Waltz, późniejszej prezydent wybranej w wyborach bezpośrednich, zaprezentował mapę komunikacji Warszawy do roku 2014. Zakładał on przedłużenie linii M1 na Białołękę ze stacjami Pułkowa, Poraje, Tarchomin, Nowodwory, Modlińska. W grudniu 2006 roku przygotowywano dla zarządu miasta analizę, czy wydłużenie metra od Młocin na Tarchomin jest w ogóle wykonalne i ile czasu trwałyby przygotowanie i sama inwestycja. 

### Plan Trzaskowskiego
Jesienią 2018 r. Rafał Trzaskowski, późniejszy prezydent Warszawy, przedstawił plan rozwoju transportu szynowego. Koncepcje zakładały wydłużenie II linii do Żerania i Ursusa, I linii na Białołękę (jako M5), przedłużenie M3, oryginalnie kończącej na Gocławiu do Wilanowskiej, oraz jako przedłużenie M3, wybudowanie M4 z Wilanowskiej do Ursusa z połączeniem z M2. III linia miałaby prowadzić od Stadionu Narodowego, przez Grochów na Gocław, a następnie przez Siekierki i Dolny Mokotów do Dworca Południowego. IV linia prowadziłaby z Dworca Południowego, przez dzielnicę biurowców i Raków do Ursusa. V linia łączyłaby Młociny z Tarchominem (jako przedłużenie I linii).
Połączone linie M2, M3, M4 utworzyłyby pierścień/obwodnicę.

| Linia | Stacja                                     | Dzielnica                                                    | Uwagi                             |
| ----- | ------------------------------------------ | ------------------------------------------------------------ | --------------------------------- |
| M2    | Ursus                                      | Ursus                                                        | połączenie z SKM, KM              |
| M2    | Ursus Północny                             | Ursus                                                        | połączenie z KM                   |
| M2    | Karolin                                    | Bemowo                                                       |                                   |
| M2    | pozostałe wybudowane i planowane stacje M2 | Bemowo Wola Śródmieście Praga-Południe Praga-Północ Targówek |                                   |
| M2    | Bródno                                     | Targówek                                                     | końcowa stacja budowanej linii M2 |
| M2    | Żerań                                      | Białołęka                                                    | połączenie z SKM, KM              |

| Linia | Stacja                          | Dzielnica      | Uwagi                                            |
| ----- | ------------------------------- | -------------- | ------------------------------------------------ |
| M3    | Stadion Narodowy                | Praga-Południe | połączenie z M2 oraz SKM                         |
| M3    | Dworzec Wschodni                | Praga-Południe | połączenie z SKM, KM i koleją dalekobieżną       |
| M3    | Mińska                          | Praga-Południe |                                                  |
| M3    | Rondo Wiatraczna                | Praga-Południe |                                                  |
| M3    | Ostrobramska                    | Praga-Południe |                                                  |
| M3    | Gocław                          | Praga-Południe |                                                  |
| M3    | Siekierki Sanktuarium           | Mokotów        |                                                  |
| M3    | Siekierki                       | Mokotów        |                                                  |
| M3    | Powsińska                       | Mokotów        |                                                  |
| M3    | Stegny                          | Mokotów        |                                                  |
| M3    | Pod Skocznią                    | Mokotów        |                                                  |
| M3    | Wilanowska - Dworzec Południowy | Mokotów        | połączenie z istniejącą M1 oraz z postulowaną M4 |

| Linia | Stacja                          | Dzielnica | Uwagi                                            |
| ----- | ------------------------------- | --------- | ------------------------------------------------ |
| M4    | Wilanowska - Dworzec Południowy | Mokotów   | połączenie z istniejącą M1 oraz z postulowaną M3 |
| M4    | Domaniewska                     | Mokotów   |                                                  |
| M4    | Mokotowska Dzielnica Biurowa    | Mokotów   |                                                  |
| M4    | Żwirki i Wigury                 | Włochy    | połączenie z SKM, KM                             |
| M4    | Aleja Krakowska                 | Włochy    |                                                  |
| M4    | Raków                           | Włochy    | połączenie z WKD                                 |
| M4    | Aleje Jerozolimskie             | Włochy    | połączenie z SKM, KM                             |
| M4    | Skorosze                        | Ursus     |                                                  |
| M4    | Ursus                           | Ursus     | połączenie z SKM, KM                             |
| M4    | Ursus Północny                  | Ursus     | połączenie z KM                                  |
| M4    | STP Mory                        | Bemowo    | połączenie z końcową stacją budowanej M2         |

| Linia | Stacja            | Dzielnica | Uwagi                               |
| ----- | ----------------- | --------- | ----------------------------------- |
| M5    | Młociny           | Bielany   | końcowa stacja istniejącej linii M1 |
| M5    | Huta              | Bielany   |                                     |
| M5    | Cmentarz Północny | Bielany   |                                     |
| M5    | Pułkowa           | Bielany   |                                     |
| M5    | Mehofera          | Białołęka |                                     |

### Plan Jakiego

Plan rozbudowy metra przedstawiony przez Patryka Jakiego. Linia M3 oznaczona kolorem zielonym, a linia M4 kolorem żółtym.

Kandydat Prawa i Sprawiedliwości Patryk Jaki przedstawił koncepcję budowy dwóch nowych linii metra. III linia metra o długości 31,6 km miałaby przebiegać z Choszczówki przez Tarchomin, Żerań, Marymont, Sady Żoliborskie, Rondo Radosława, Rondo Daszyńskiego, Plac Narutowicza, Rakowiec, Służewiec, Ursynów do Wilanowa z odnogą na Służewcu do lotniska Chopina. IV linia o długości 19,6 km, zgodnie z propozycją, miałaby łączyć Karolin, Odolany, Dw. Zachodni, Plac Narutowicza, Politechnikę, Dolny Mokotów, Sielce, Siekierki z Gocławiem i stacją kolejową Gocławek. Linie obsługiwać miałyby gęsto zaludnione i wysoko zurbanizowane rejony o słabym dostępie do kolei bądź metra.  Ponadto IV linia korzystałaby z zaplecza II linii na Morach. Projekt zakładał porzucenie pomysłu budowy odnogii linii M2 na Gocław. 
Koncepcje przedstawione praktycznie ignorują istniejącą infrastrukturę kolejową i linie SKM, jedynym wyjątkiem był Plac Zawiszy (PKP Ochota), Dworzec Zachodni i PKP Gocławek.
Bardzo podobną koncepcję przebiegu linii metra M3, z Białołęki na Wilanów, wzdłuż Okopowej, przedstawiło stowarzyszenie Miasto Jest Nasze w styczniu 2019 roku, oraz zespół analiz transportowych Multiconsult Polska w marcu 2019.
| Linia | Stacja                     | Dzielnica | Uwagi                                     |
| ----- | -------------------------- | --------- | ----------------------------------------- |
| M3    | Wilanów                    | Wilanów   |                                           |
| M3    | Świątynia Opatrzności      | Wilanów   |                                           |
| M3    | SGGW                       | Ursynów   |                                           |
| M3    | Ursynów                    | Ursynów   | połączenie z istniejącą M1                |
| M3    | Wyczółki                   | Ursynów   |                                           |
| M3    | odnoga do Portu Lotniczego | Włochy    | połączenie z Lotniskiem Chopina, SKM, KM  |
| M3    | Służewiec                  | Mokotów   |                                           |
| M3    | Wyględów                   | Mokotów   |                                           |
| M3    | Rakowiec                   | Ochota    |                                           |
| M3    | Ochota                     | Ochota    |                                           |
| M3    | Plac Narutowicza           | Ochota    | połączenie z postulowaną linią M4         |
| M3    | Plac Zawiszy               | Wola      | połączenie z SKM, KM                      |
| M3    | Rondo Daszyńskiego         | Wola      | połączenie z istniejącą M2                |
| M3    | Stara Wola                 | Wola      | dokładna lokalizacja Okopowa/Solidarności |
| M3    | Muranów                    | Wola      | dokładna lokalizacja Okopowa/Anielewicza  |
| M3    | Rondo Radosława            | Wola      |                                           |
| M3    | Sady Żoliborskie           | Żoliborz  |                                           |
| M3    | Marymont                   | Żoliborz  | połączenie z istniejącą M1                |
| M3    | Osiedle Ruda               | Żoliborz  |                                           |
| M3    | Żerań                      | Białołęka |                                           |
| M3    | Modlińska                  | Białołęka |                                           |
| M3    | Białołęka-Ratusz           | Białołęka |                                           |
| M3    | Nowe Świdry                | Białołęka |                                           |
| M3    | Tarchomin                  | Białołęka |                                           |
| M3    | Nowodwory                  | Białołęka |                                           |
| M3    | Winnica                    | Białołęka |                                           |
| M3    | Choszczówka                | Białołęka |                                           |

| Linia | Stacja                       | Dzielnica      | Uwagi                             |
| ----- | ---------------------------- | -------------- | --------------------------------- |
| M4    | PKP Gocławek                 | Wawer          |                                   |
| M4    | Rondo Prezydenta Mościckiego | Praga-Południe |                                   |
| M4    | Nowy Gocław                  | Praga-Południe |                                   |
| M4    | Gocław                       | Praga-Południe |                                   |
| M4    | Siekierki                    | Mokotów        |                                   |
| M4    | Sielce                       | Mokotów        |                                   |
| M4    | Dolny Mokotów                | Mokotów        |                                   |
| M4    | Politechnika                 | Mokotów        | połączenie z istniejącą M1        |
| M4    | Nowowiejska                  | Mokotów        |                                   |
| M4    | Plac Narutowicza             | Ochota         | połączenie z postulowaną linią M3 |
| M4    | Dworzec Zachodni             | Ochota         |                                   |
| M4    | Czyste                       | Wola           |                                   |
| M4    | Odolany                      | Wola           |                                   |
| M4    | Jelonki                      | Bemowo         |                                   |
| M4    | Karolin                      | Bemowo         |                                   |

### Plan Radnych Białołęki

Projekt białołęcki

14 grudnia 2011 Rada i Zarząd Białołęki przyjęły uchwałę z formalnym wnioskiem o zmianę planowanej trasy linii. Zaproponowano likwidację końcowej stacji części północnej o nazwie Bródno zlokalizowanej w pobliżu skrzyżowania ul. Kondratowicza i Rembielińskiej. Według nowej koncepcji od stacji Kondratowicza trasa linii miałaby zostać poprowadzona dalej na północ, a metro dojeżdżałoby do nowej stacji zlokalizowanej przy skrzyżowaniu Trasy Toruńskiej i ul. Głębockiej.
W kwietniu 2013 unieważniona została decyzja środowiskowa dla budowy przedłużenia. Główne zarzuty dotyczyły niezgodności między projektami a zapisami miejscowych planów zagospodarowania przestrzennego oraz braku odpowiednich dokumentów opisujących wpływ inwestycji na wody gruntowe. Ponadto władze Białołęki rozpoczęły starania o odchylenie północnego odcinka tak, by trasa kończyła się w ich dzielnicy. Opracowano kilka wariantów przewidujących bieg linii metra pod ul. Głębocką czy Trasą Olszynki Grochowskiej. Pierwsze przeprowadzone analizy wykazały sens takiej inwestycji, wobec czego zaczęto rozważać stworzenie dwóch odgałęzień linii: do ul. Rembielińskiej i w kierunku ul. Głębockiej. W marcu 2014 Rada Dzielnicy Białołęka przyjęła uchwałę popierającą budowę II linii metra w kierunku Grodziska, wobec czego miasto zleciło dodatkowe analizy demograficzne oraz ekonomiczne.
| Linia | Stacja        | Dzielnica | Uwagi                                 |
| ----- | ------------- | --------- | ------------------------------------- |
| M2    | Kondratowicza | Targówek  | stacja oryginalnego wariantu linii M2 |
| M2    | Głębocka      | Białołęka | pierwsza stacja odnogi                |
| M2    | Grodzisk      | Białołęka |                                       |
| M2    | Mańki-Wojdy   | Białołęka |                                       |
| M2    | Kobiałka      | Białołęka |                                       |

### Plan rozwoju miasta do 2050

Plan rozwoju sieci metra w Warszawie do 2050 roku

13 lutego 2023 Rafał Trzaskowski, jako urzędujący prezydent Warszawy, przedstawił plan rozwoju sieci komunikacji szynowej do 2050 roku. W planie przewidziano budowę łącznie pięciu linii metra, zgodnie z koncepcją "miasta piętnastominutowego", chociaż z pominięciem mniej gęsto zaludnionych obszarów Białołęki i Wawra. W pierwszej kolejności mają być budowane linia M3 (ze Stadionu Narodowego na Gocław, a w dalszej kolejności pod Wisłą do stacji Żwirki i Wigury) oraz nowa linia M4 przebiegająca w kierunku północ-południe. Planowane jest także wydłużenie linii M2 na zachodzie do Ursusa i na drugim końcu do stacji Marymont,  oraz nowa linia M5 w kierunku wschód-zachód.
Według propozycji rozwoju metra, zaproponowanych przez ILF, odcinek linii M4 od Ronda Daszyńskiego do stacji Wilanów ma powstać już w 2029, a reszta tej linii – w 2034 roku, wraz z przedłużeniem linii M2 do stacji Marymont oraz Ursus-Niedźwiadek. W roku 2040 otwarto by pierwszy fragment linii M5 (z Dworca Zachodniego do stacji Gocławek), a w roku 2044 ukończono by całą budowę linii M3 od Gocławia do stacji Żwirki i Wigury. Cała budowa metra zakończyłaby się w roku 2048 wraz z otwarciem finalnego odcinka M5 od Dworca Zachodniego do stacji Szamoty.
| Linia | Stacja                                        | Dzielnica                                                    | Uwagi                                                                     |
| ----- | --------------------------------------------- | ------------------------------------------------------------ | ------------------------------------------------------------------------- |
| M1    | Plac Konstytucji                              | Śródmieście                                                  | połączenie z postulowaną linią M5 poprzez planowaną stację                |
| M1    | Muranów                                       | Śródmieście                                                  |                                                                           |
| M2    | Ursus Niedźwiadek                             | Ursus                                                        |                                                                           |
| M2    | Szamoty                                       | Ursus                                                        | połączenie z postulowaną linią M5                                         |
| M2    | Ursus Północny                                | Ursus                                                        |                                                                           |
| M2    | pozostałe wybudowane i planowane stacje linii | Bemowo Wola Śródmieście Praga-Południe Praga-Północ Targówek |                                                                           |
| M2    | Toruńska                                      | Praga-Północ                                                 | połączenie z SKM, KM                                                      |
| M2    | Żerań FSO                                     | Praga-Północ                                                 |                                                                           |
| M2    | Potok                                         | Żoliborz                                                     |                                                                           |
| M2    | Marymont                                      | Żoliborz                                                     | połączenie z istniejącą linią M1 oraz postulowaną linią M4                |
| M3    | Stadion Narodowy                              | Praga-Północ                                                 | połączenie z istniejącą linią M2                                          |
| M3    | Dworzec Wschodni                              | Praga-Północ                                                 | połączenie z SKM, KM, pociągami dalekobieżnymi                            |
| M3    | Mińska                                        | Praga-Południe                                               |                                                                           |
| M3    | Wiatraczna                                    | Praga-Południe                                               |                                                                           |
| M3    | Ostrobramska                                  | Praga-Południe                                               | połączenie z postulowaną linią M5                                         |
| M3    | Nowaka-Jeziorańskiego                         | Praga-Południe                                               |                                                                           |
| M3    | Gocław                                        | Praga-Południe                                               |                                                                           |
| M3    | Gościniec                                     | Mokotów                                                      |                                                                           |
| M3    | Siekierki                                     | Mokotów                                                      |                                                                           |
| M3    | Czerniaków                                    | Mokotów                                                      |                                                                           |
| M3    | Sielce                                        | Mokotów                                                      |                                                                           |
| M3    | Stary Mokotów                                 | Mokotów                                                      |                                                                           |
| M3    | Racławicka                                    | Mokotów                                                      | połączenie z istniejącą linią M1                                          |
| M3    | Wyględów                                      | Mokotów                                                      |                                                                           |
| M3    | Żwirki i Wigury                               | Mokotów                                                      | połączenie z postulowaną linią M4                                         |
| M4    | Tarchomin                                     | Białołęka                                                    |                                                                           |
| M4    | Henryków                                      | Białołęka                                                    |                                                                           |
| M4    | Stare Świdry                                  | Białołęka                                                    |                                                                           |
| M4    | Ruda                                          | Bielany                                                      |                                                                           |
| M4    | Marymont                                      | Żoliborz                                                     | połączenie z istniejącą linią M1 oraz postulowanym przedłużeniem linii M2 |
| M4    | Plac Grunwaldzki                              | Żoliborz                                                     |                                                                           |
| M4    | Rondo Radosława                               | Wola                                                         |                                                                           |
| M4    | Cmentarz Żydowski                             | Wola                                                         |                                                                           |
| M4    | Kercelak                                      | Wola                                                         |                                                                           |
| M4    | Rondo Daszyńskiego                            | Wola                                                         | połączenie z istniejącą linią M2                                          |
| M4    | Plac Zawiszy                                  | Ochota                                                       | połączenie z SKM, KM, WKD                                                 |
| M4    | Plac Narutowicza                              | Ochota                                                       | połączenie z postulowaną linią M5                                         |
| M4    | Banacha                                       | Ochota                                                       |                                                                           |
| M4    | Rakowiec                                      | Ochota                                                       |                                                                           |
| M4    | Żwirki i Wigury                               | Mokotów                                                      | połączenie z planowaną linią M3                                           |
| M4    | Służewiec                                     | Mokotów                                                      |                                                                           |
| M4    | Rondo Unii Europejskiej                       | Mokotów                                                      |                                                                           |
| M4    | Ksawerów                                      | Mokotów                                                      |                                                                           |
| M4    | Wilanowska                                    | Mokotów                                                      | połączenie z istniejącą linią M1                                          |
| M4    | Dolina Służewiecka                            | Mokotów                                                      |                                                                           |
| M4    | Stegny                                        | Mokotów                                                      |                                                                           |
| M4    | Sobieskiego                                   | Mokotów                                                      |                                                                           |
| M4    | Wilanów                                       | Wilanów                                                      |                                                                           |
| M5    | Gocławek                                      | Praga-Południe                                               |                                                                           |
| M5    | Marsa                                         | Praga-Południe                                               |                                                                           |
| M5    | Witolin                                       | Praga-Południe                                               |                                                                           |
| M5    | Ostrobramska                                  | Praga-Południe                                               | połączenie z planowaną linią M3                                           |
| M5    | Przyczółek Grochowski                         | Praga-Południe                                               |                                                                           |
| M5    | Kanał Gocławski                               | Praga-Południe                                               |                                                                           |
| M5    | Saska Kępa                                    | Praga-Południe                                               |                                                                           |
| M5    | Solec                                         | Śródmieście                                                  |                                                                           |
| M5    | Piękna                                        | Śródmieście                                                  |                                                                           |
| M5    | Plac Konstytucji                              | Śródmieście                                                  | połączenie z istniejącą linią M1 poprzez planowaną stację                 |
| M5    | Filtry                                        | Śródmieście                                                  |                                                                           |
| M5    | Plac Narutowicza                              | Ochota                                                       | połączenie z postulowaną linią M4                                         |
| M5    | Dworzec Zachodni                              | Ochota                                                       | połączenie z SKM, KM, WKD, pociągami dalekobieżnymi                       |
| M5    | Śmigłowca                                     | Ochota                                                       |                                                                           |
| M5    | Aleje Jerozolimskie                           | Włochy                                                       |                                                                           |
| M5    | Wiktoryn                                      | Włochy                                                       |                                                                           |
| M5    | Skorosze                                      | Ursus                                                        |                                                                           |
| M5    | Plac Tysiąclecia                              | Ursus                                                        |                                                                           |
| M5    | Ursus                                         | Ursus                                                        | połączenie z SKM, KM                                                      |
| M5    | Szamoty                                       | Ursus                                                        | połączenie z postulowanym przedłużeniem linii M2                          |